# 拉德納
拉德纳是加拿大不列颠哥伦比亚省三角洲市的一部分，也是大温哥华的一个郊区。它最初是弗雷泽河畔的一个渔村。
1868 年，托马斯和威廉·拉德纳来到此地区并开始大规模發展农业和渔业，后来慢慢发展成为这些產業的中心，這個村落也因此以他們命名。在18世紀初，拉德納渡輪開始為此地區提供交通，使居民能跨越弗雷澤河到达列治文。1959 年，喬治·馬西隧道通車，大大改善了拉德納的對外交通。

## 历史
如同大温哥华地区周邊的许多地方一样，拉德納以最初在此定居的欧洲人命名。该地区最初被称为拉德纳登陆点（Ladner's Landing），由托马斯·埃利斯·拉德纳（1837-1922 年）和 威廉·亨利·拉德纳（1826-1907 年）定居。 他们从英国康沃尔的家乡出发，前往加利福尼亚州淘金，后来又前往弗雷泽河淘金。 1868 年，两人在奇卢克坦沼泽（Chilukthan Slough）两岸的弗雷泽河三角洲地区定居，开始从事农业和渔业。 

## 地理位置
拉德纳西临乔治亚海峡，南接措瓦森，东接北三角洲，北临弗雷泽河。 17A 號高速公路穿过拉德纳，该高速公路北至99 号高速公路，南至察華遜卑詩渡輪碼頭。东拉德纳 (East Ladner) 通常指 17A 号高速公路以东的社区。拉德纳有一條东西向的主要道路 - 拉德納幹道 (Ladner Trunk Road) ，西起拉德納市中心的亚瑟大道 (Arthur Drive)，一直向东延伸，在經過91號高速公路後直通10 号高速公路。

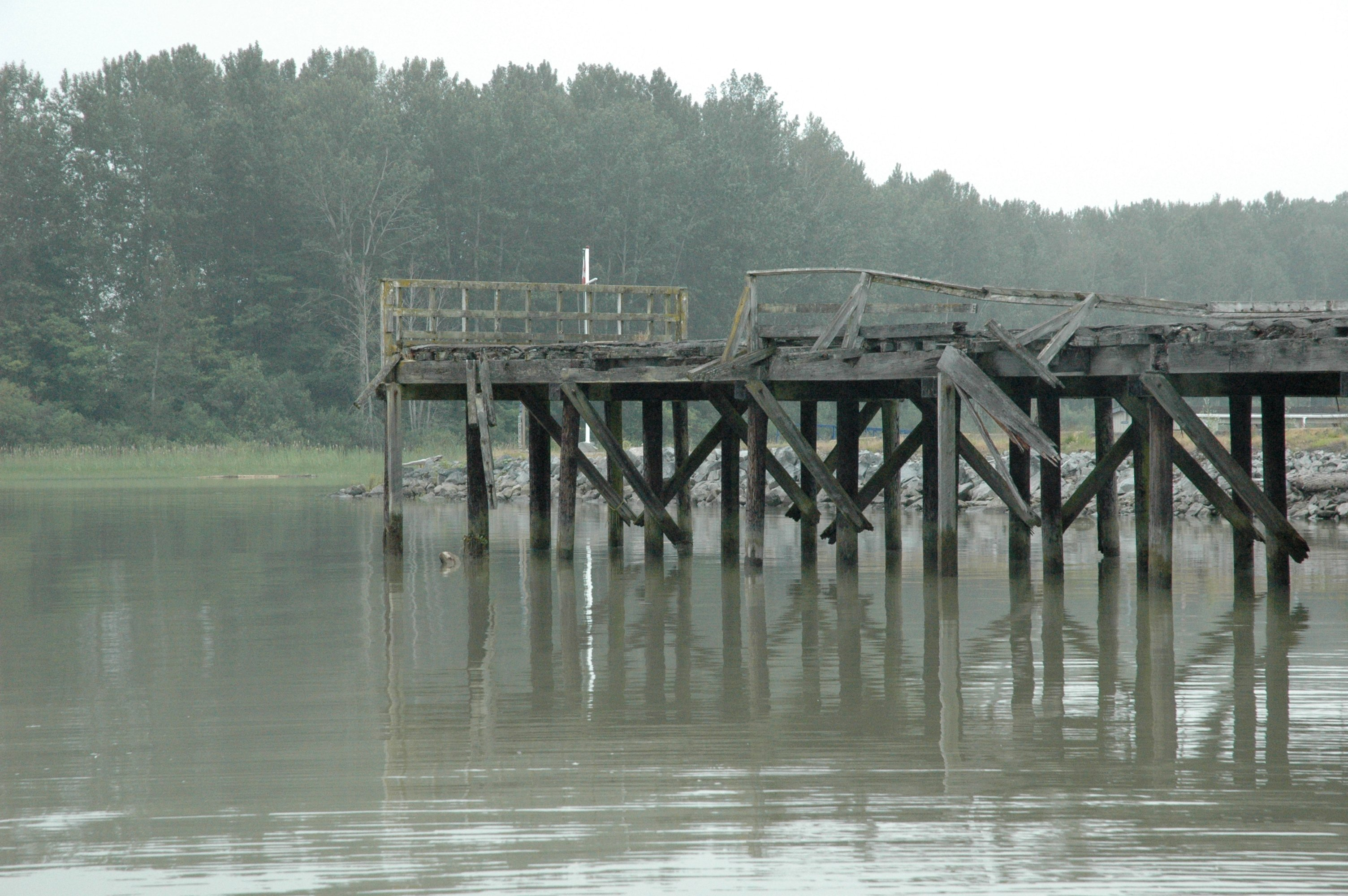
拉德纳渡轮码头，位于渡轮路尽头，位于船长湾

河畔路 (River Road) 从 17A 号公路的北端向东延伸，沿着弗雷泽河进入北三角洲和素里。 17A 号高速公路与北三角洲之间的地区被称为蒂尔伯里，是大溫地區的主要工业中心之一，拥有许多大型仓库、工业园区和工厂。
除此以外，拉德纳還包括弗雷泽河三角洲南岸许多靠近大陆的岛屿。其中最大的是西漢姆島，島上有一座大型鸟类保护区，致力于保护和保存该地区的众多鸟类，尤其是白头鹰和各种猫头鹰。島上众多的有机农场也使西漢姆島成為遊人夏季的熱門景點。其餘的岛屿大多交通不便，只能乘船到达。

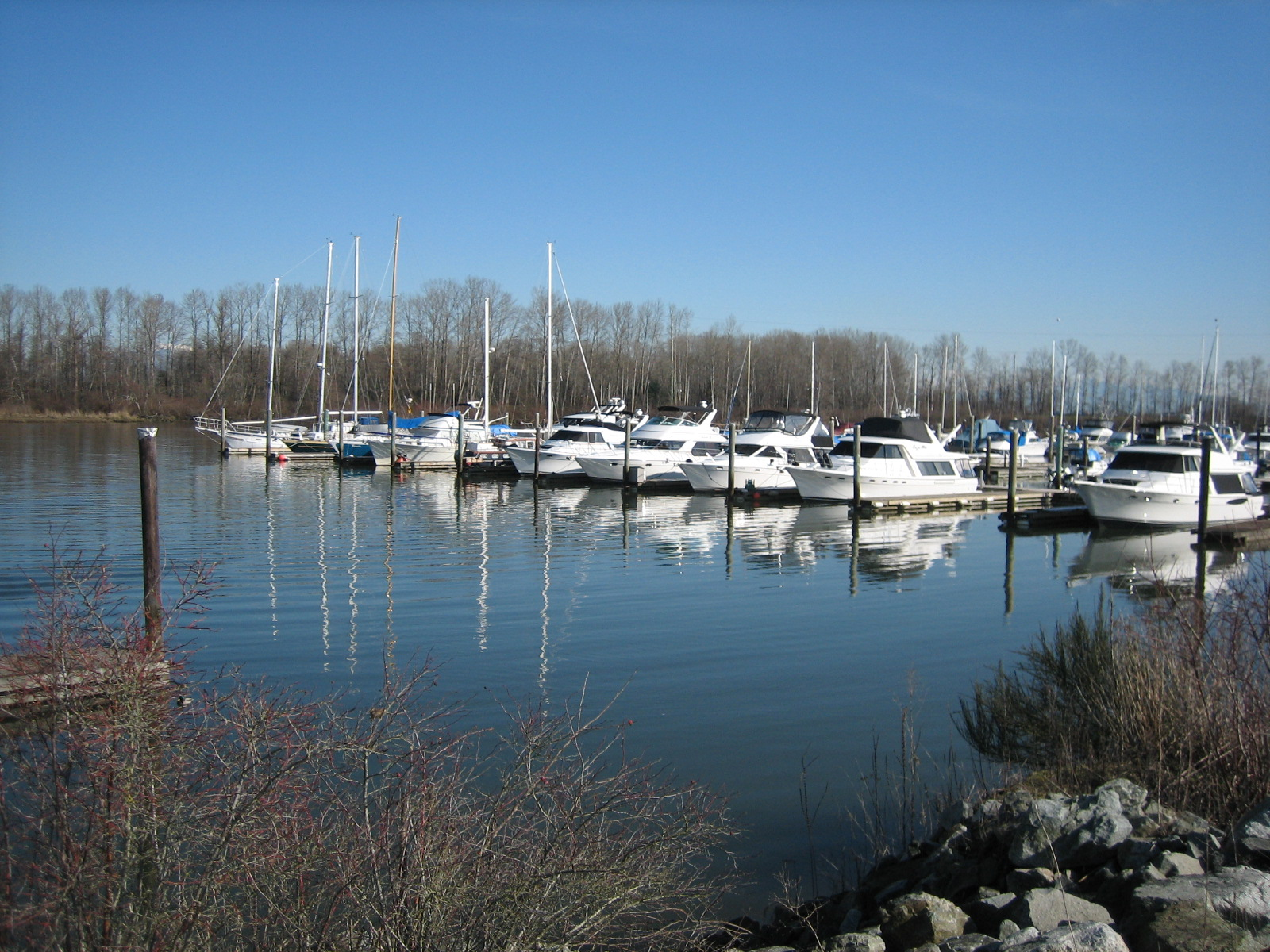
拉德纳北部的船长湾码头

拉德纳其中一个特色便是拉德纳村 (Ladner Village)，该村座落於拉德纳干道以北和亚瑟大道以西的区域。这个历史文化社区，拥有宽阔的街道、露天咖啡馆和商店。社区內的一些历史住宅大多建于 20 世纪 30 年代，然而在數十年前，不少的住宅被公寓大楼取而代之。在拉德纳村的中心、舊市政廳旁有一座建於1932年的鐘樓，以紀念威廉．拉德納。
在亚瑟大道以东的拉德纳干道上，有两家购物中心，内设超市、大型餐厅和其他现代商店和服务。近數十年來，公寓大廈沿著拉德纳干道兩旁陸續建成，人口也随之增长。社区内遍布着众多公园，其中一部分位於曾经用于穿越该地区的交通的运河兩側。虽然这些水道不再适合船只通行，但如今它们仍然清澈，人们可以在岸边垂钓。

### 公共設施
拉德纳有两个公共游泳池，其中一个是室外游泳池，位于公共图书馆和社区中心附近，於1970年建成。在市政廳旁的拉德纳休闲中心 (Ladner Leisure Centre) 內有一个更大的室内游泳池，內设一个 25 米长的主池、一个较小的休闲泳池、一个漩涡池、桑拿浴室。中心内还有一个溜冰场，為温哥华青年冰球队温哥华巨人队的其中一個練習場館。
三角洲的市政厅、警察局和医院均位處拉德纳。公共教育由三角洲校區管理，區內有一間中學和五所小学。此外，拉德納還有兩所私立小學，均為基督教背景。

## 假期和景点
每年春天，拉德纳都会举办拉德纳先锋五月节（当地居民通常简称为五月节），这是三角洲地区历史最悠久的节日，首次庆祝于 1896 年。该节日是在维多利亚女王诞辰后的周末举行的，當中包括游行、狂欢节和许多其他活动。
每年夏季，村庄的主要街道都会开设拉德纳乡村市集。這個農村市集每兩个星期日舉行一次，提供现场音乐、美食、娱乐、新鲜的当地农产品以及自制工艺品。除了当地的农民和工匠會设立摊位，售卖手工制作和当地种植的产品，市集上也會有来自基洛纳和温哥华岛等地区的商贩售賣他們的商品，为社区吸引成千上万的外地游客。
2008 年 9 月，拉德纳舉办了 Delta Rivermania 活动，庆祝西蒙·弗雷泽沿弗雷泽河航行 200 周年，以及卑詩殖民地建立150周年。

## 电信
三角洲的互聯網由研科和Eastlink提供服务，為加拿大极少数未由羅渣士或蕭氏通訊提供服务的地区之一。